# بينيتو غيرا جونيور
بينيتو غيرا جونيور (بالإسبانية: Benito Guerra Jr.)‏ مواليد 25 مارس 1985 في ولاية مكسيكو، المكسيك، هو سائق راليات مكسيكي بدأ مسيرته في سنة 2006. كان أول رالي له هو رالي المكسيك 2006. تنافس في بطولة العالم للراليات. تسابق في رالي التحدي عبر القارات.

## روابط خارجية
- بينيتو غيرا جونيور على موقع eWRC-results.com (الإنجليزية)